# Torleif Styffe
Kjell Torleif Styffe, född 6 maj 1949 i Dalby församling i Värmland, är en svensk författare. Han debuterade med Lat poet 1988. 2010 mottog han litteraturpriset Årets värmlandsförfattare. Sedan 1987 driver han Montana förlag. Styffe har skrivit texten till Sven-Ingvars sång När solen färgar juninatten. Han är en regelbunden krönikör i Nya Wermlands-Tidningen där han ofta återkommer till historiska teman från norra Klarälvdalen.